# Bibi Medoua
Bibi Balbine Laure Medoua, née le 9 août 1993 à Yaoundé, est une footballeuse camerounaise évoluant au poste de défenseur.

## Carrière

### Carrière en club
Bibi Medoua évolue en faveur de la Locomotive de Yaoundé, du Trabzon İdmanocağı de 2013 à 2014, puis de l'Ataşehir Belediyespor en 2014.

### Carrière en sélection
Elle dispute avec l'équipe du Cameroun féminine le tournoi féminin de football aux Jeux olympiques d'été de 2012. Lors du tournoi olympique, elle joue deux matchs : contre la Grande-Bretagne, et la Nouvelle-Zélande. Il s'agit de deux défaites.
Elle dispute ensuite le championnat d'Afrique 2012, et le championnat d'Afrique 2014. En 2014, le Cameroun s'incline en finale face au Nigeria.

## Palmarès
- Finaliste du championnat d'Afrique 2014 avec l'équipe du Cameroun
- Troisième du championnat d'Afrique 2012 avec l'équipe du Cameroun